# Коньковый ход

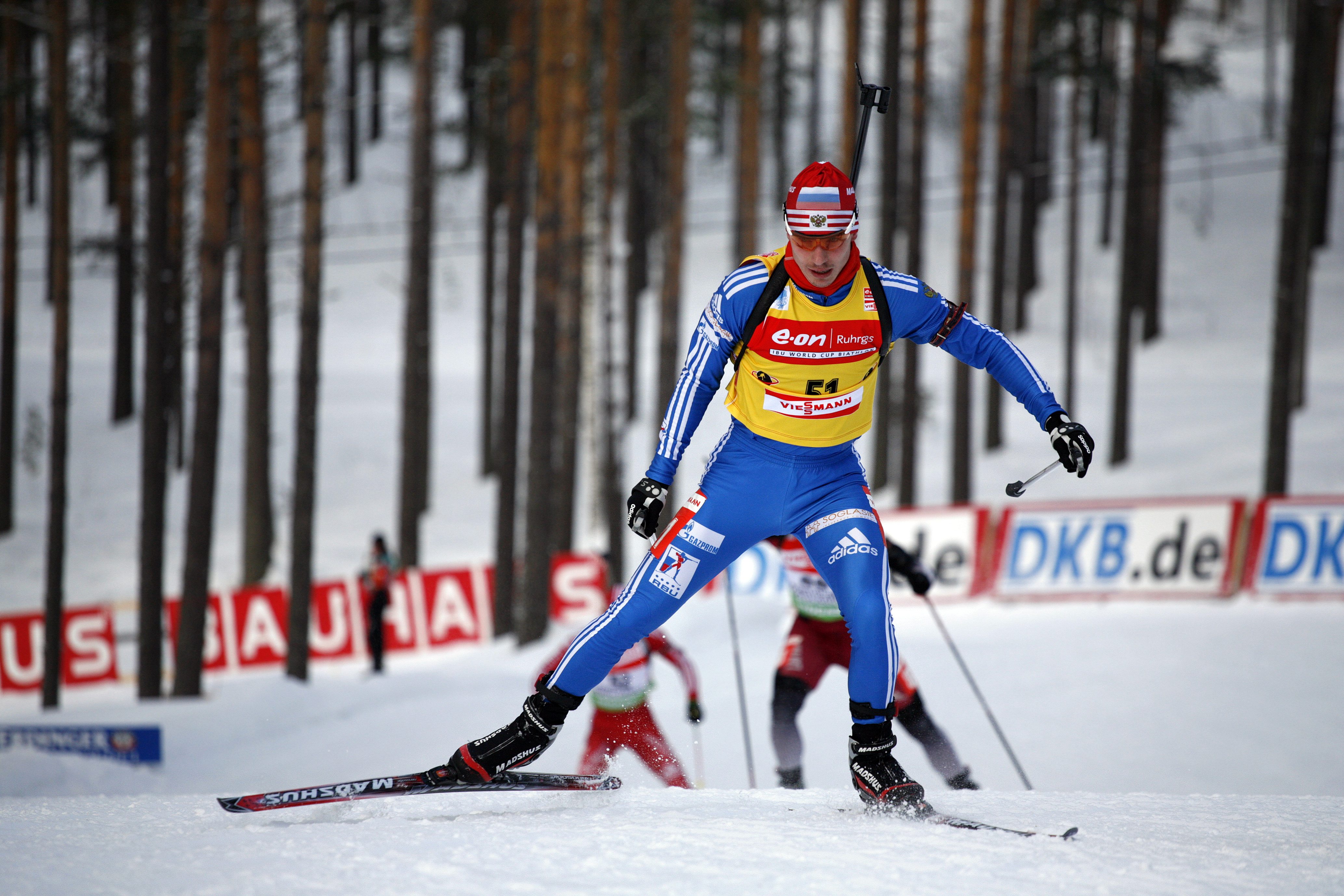
Коньковый ход Евгения Устюгова в мужском спринте на 10 км, 13 марта 2010 года, Контиолахти.

Коньковый ход — один из способов перемещения на лыжах. Изначально применялся в беговых лыжах для прохождения поворотов, для подъёма в гору (подъём «ёлочкой») и как специальное подготовительное упражнение при изучении и совершенствовании техники классического попеременного двушажного хода. В горных лыжах коньковый ход используется для разгона. Действия лыжника при передвижении коньковым ходом напоминают движения конькобежца — отсюда и пошло название хода.

## История изобретения
Коньковый ход применялся в лыжных гонках eщё в 1930 году финским лыжником Мартти Лаппалайненом. Также известно, что норвежский лыжник Йохан Грёттумсбротен применял коньковый ход на чемпионате мира по лыжным видам спорта в 1931 году в Оберхофе. Тем не менее коньковый ход не получил распространения в те годы.
В 60-е годы коньковый ход применялся в спортивном ориентировании на лыжах, a затем начал использоваться в гонках на длинные дистанции (лыжных марафонах)
в Скандинавии.
Первым применил коньковый ход на Кубке мира по лыжным гонкам в 1981-82 годах американский спортсмен Билл Кох, занявший в
частности благодаря новой технике первое место в том сезоне. Новая техника была быстро подхвачена другими спортсменами. Чемпионат мира по лыжным гонкам, проводившийся в 1985 году в Зефельде, был первым, где большинство спортсменов использовали коньковый ход. В мае 1986 года Международная федерация лыжного спорта официально разделила соревнования по лыжным гонкам, начиная с 1986—1987 зимнего сезона, на гонки классическим стилем, где коньковый ход не разрешается, и на гонки свободным стилем, где на практике все участники используют коньковый ход на протяжении всей дистанции. Соревнования по биатлону и лыжному двоеборью было решено проводить только свободным стилем.
Другие источники утверждают, что первым коньковый ход на крупных соревнованиях стал использовать выдающийся шведский лыжник Гунде Сван. Паули Сиитонен и Кох использовали «полуконьковый» ход, многократно отталкиваясь одной из ног, пока другая скользила параллельно, и лишь в конце 1985 года Гунде Сван стал использовать полноценный коньковый ход, отталкиваясь двумя ногами.

## Техника

Специалисты выделяют следующие виды конькового хода:
- одновременный двухшажный коньковый ход,
- одновременный одношажный коньковый ход,
- полуконьковый ход,
- попеременный двухшажный коньковый ход.

При коньковом ходе отталкивание происходит вперёд и в сторону (в этом принципиальное отличие от конькобежцев, которые отталкиваются внутренним ребром конька назад и в сторону), при этом скользящая лыжа ставится на трассу плоско (скольжение на внутреннем ребре считается грубой ошибкой).
При передвижении этим ходом активно работают и руки и корпус. В фазе отталкивания палками вес тела переносится на другую лыжу только после прохождения рук линии таза. Возможны варианты и без отталкивания руками (с махами рук и без них). На ровных участках трассы толчок руками чаще всего выполняется одновременно, а на подъёмах — в зависимости от крутизны (одновременно или попеременно). Полуконьковый ход (отталкивание многократно одной из ног, другая скользит прямолинейно) применяется чаще при прохождении поворота по пологой дуге (толчок выполняется наружной лыжей).